# Adlernebel
Der Adlernebel oder IC 4703 ist ein Nebel in Verbindung mit einem offenen Sternhaufen. Der offene Sternhaufen trägt im Messier-Katalog die Bezeichnung M16 bzw. im NGC die Nummer NGC 6611. In vielen Katalogen werden Nebel und Sternhaufen gleichbedeutend aufgeführt, so dass die Messier-Katalog-Bezeichnung meist auch für den Nebel verwendet wird. Er befindet sich im Sternbild Schlange bei den Koordinaten 18h19m (Rektaszension) und −13°47' (Deklination).

## Beschreibung
Der Adlernebel ist von der Sonne etwa 7000 Lichtjahre entfernt. Er weist eine scheinbare Helligkeit von 6,4m auf.
Der Adlernebel ist ein Emissionsnebel (Typ H II), aus dem sich ein offener Sternhaufen bildet. Er besteht hauptsächlich aus Wasserstoff, der sich auf Grund der geringen Temperatur zu Wasserstoffmolekülen zusammenschließen konnte. Der ca. 20 Lichtjahre große Nebel enthält Staubsäulen, die bis zu 9,5 Lichtjahre lang sind und an deren Spitze sich neue Sterne befinden, weshalb sie auch Säulen der Schöpfung getauft wurden. Die Undurchsichtigkeit des Nebels kommt durch Silikat und Kohlenstoffpartikel zustande. Das mittlere Alter der Sterne liegt bei etwa 800.000 Jahren. Einige Sterne sind sehr jung, das Alter der jüngsten Sterne wird auf 50.000 Jahre geschätzt.

## Entdeckung
Entdeckt wurde der offene Sternenhaufen von dem Schweizer Astronomen Jean-Philippe de Chéseaux während der Kartographierung von 21 Nebeln in den Jahren 1745 und 1746. Der Adlernebel trägt die Nummer 4 in seiner Liste und wurde vermutlich bereits im Jahre 1745 beobachtet. In einem Brief an seinen Vater, der seine Liste von 21 Nebeln enthält, beschrieb er den Nebel wie folgt:

„Ein Sternenhaufen zwischen den Sternbildern Schlangenträger, Schütze und Antinoos, dessen Rektaszension 271° 3' 10" und Südliche Deklination 13° 47' 20" ist.“

Unabhängig von den Beobachtungen Chéseauxs, da seine Liste erst 1892 veröffentlicht wurde, beobachtete der französische Astronom Charles Messier ungefähr 18 Jahre später denselben Nebel. Er trug seine Beobachtung am 3. Juni 1764 in seinen Messier-Katalog ein. Der beobachtete Sternenhaufen wird in seinem Katalog als „ein Haufen von kleinen Sternen, eingebettet in einem schwachen Glühen“ beschrieben. Außerdem stellte er fest, dass dieser Sternhaufen in einem „kleineren Teleskop wie ein Nebel erscheint“. Eine direkte Beobachtung des Nebels, wie die Aufnahmen durch das Hubble-Weltraumteleskop ihn zeigen, ist bis hier nicht eingetreten. Messier beschrieb den Nebel wahrscheinlich als „in einem schwachen Glühen eingebettet“, da die damaligen Teleskope keine ausreichende Kontrastleistung besaßen. Erst sehr viel später wurden eindeutige Beobachtungen des Nebels durchgeführt und gegen Anfang des 20. Jahrhunderts erste Aufnahmen gemacht.

## Erforschung
1995 machte das Hubble-Weltraumteleskop Aufnahmen dieser Region, die faszinierende Strukturen offenbarten. Erstmals gelangen detaillierte Einblicke in die Entstehungsprozesse von Sternen, die aus diesem Blickwinkel nie zuvor beobachtet wurden. Diese Säulen ähneln von der Struktur her einem Greifvogel im Sturzflug, wodurch der Nebel seinen Namen erhielt.
Anfang 2007 machte das Spitzer-Weltraumteleskop Aufnahmen im Infrarotbereich. Diese Aufnahmen zeigen den intakten Nebel, wie man ihn von den bekannten Aufnahmen des Hubble-Teleskops kennt, und eine Wolke aus heißem Staub. Es wird vermutet, dass diese Wolke Überrest einer Sternenexplosion bzw. einer Supernova ist und dass diese Wolke wahrscheinlich die Molekülwolken, aus denen die populären Säulen der Schöpfung bestehen, in ihrer Form verändern werden. So besteht die Möglichkeit, dass diese Wolke der Supernova den Staub und die Gase aus dem Nebel mit sich reißt und die darin und dahinter verborgenen jungen Sterne freilegt. Die zugehörige Supernova, welche als Ursache des Nebels gilt, konnte vermutlich vor ein bis zweitausend Jahren am Himmel beobachtet werden. Durch die Entfernung von siebentausend Lichtjahren liegt das Supernova-Ereignis also schon acht oder neuntausend Jahre in der Vergangenheit. Es besteht also die Möglichkeit, dass die Säulen bereits weggeblasen sind, während wir auf Grund der großen Entfernung noch den Zustand des Nebels vor siebentausend Jahren sehen.

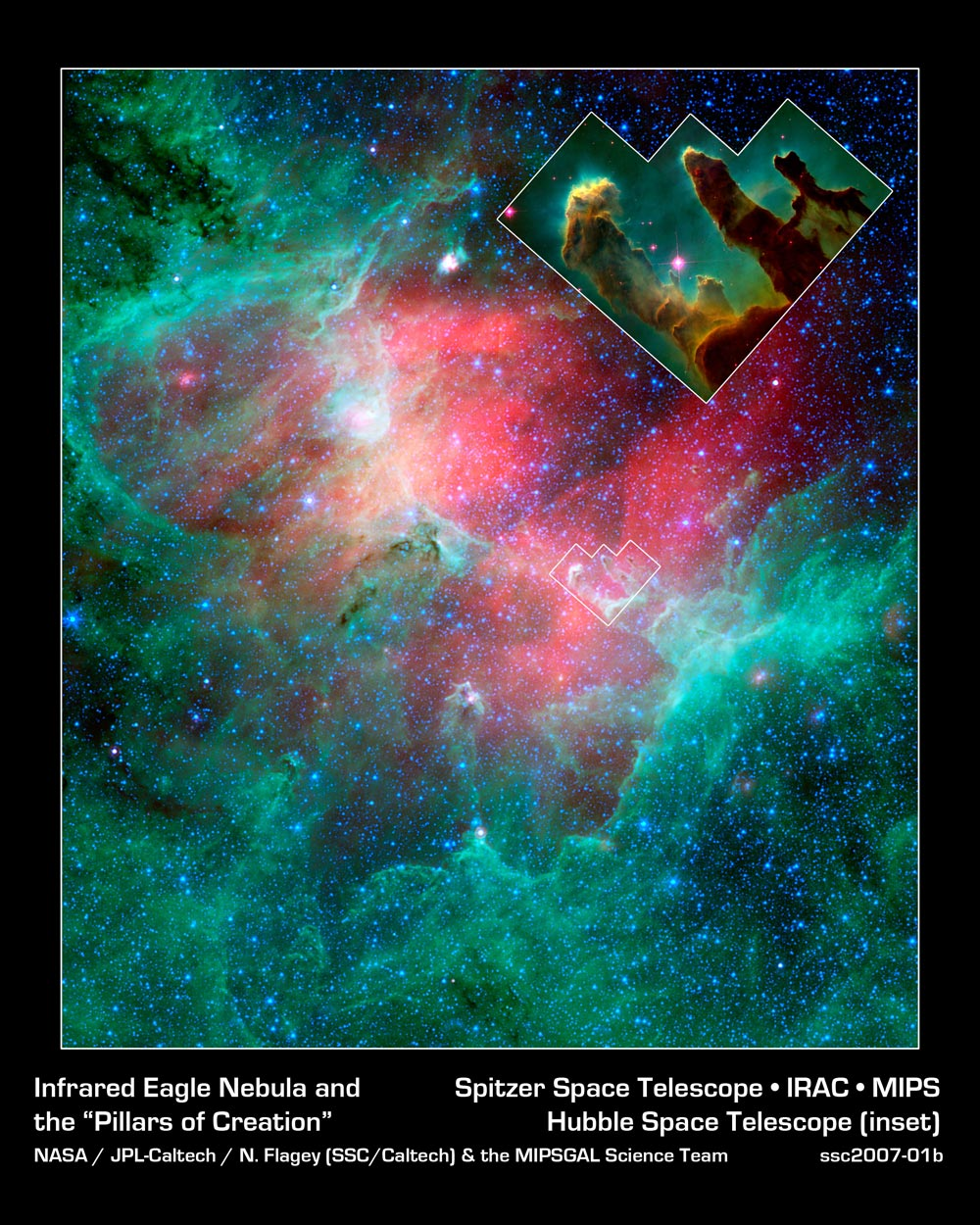
Die Infrarotaufnahme des Spitzerteleskops: grün die bekannten Nebelstrukturen; rot die heißen Staubwolken der Supernova. In der Box ist die Aufnahme des Hubble-Teleskops eingefügt.
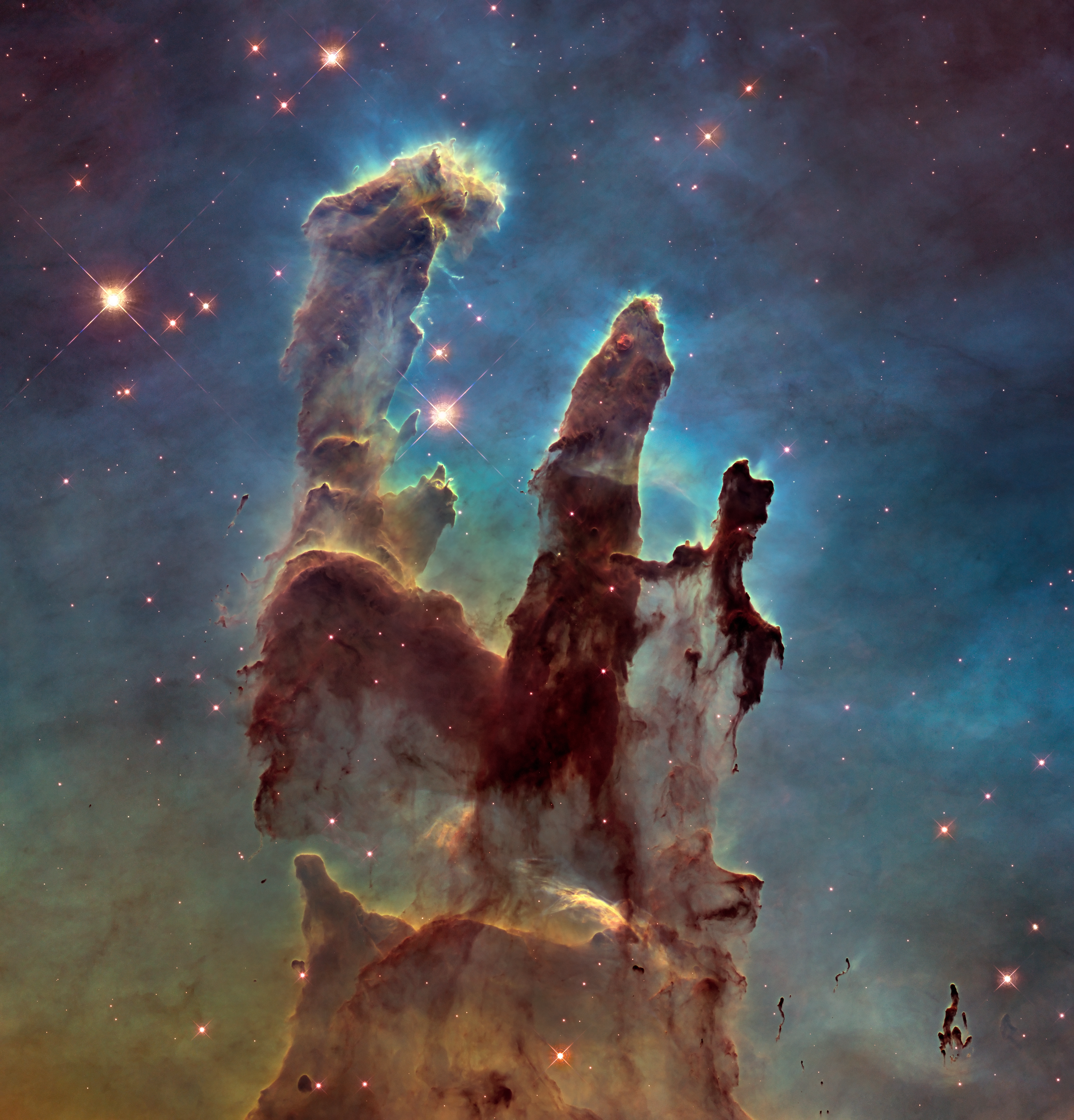
Aufnahme eines Ausschnitts des Adlernebels mittels Linienfilter des Hubble-Weltraumteleskops (Falschfarben-Darstellung): Die Säulen der Schöpfung.
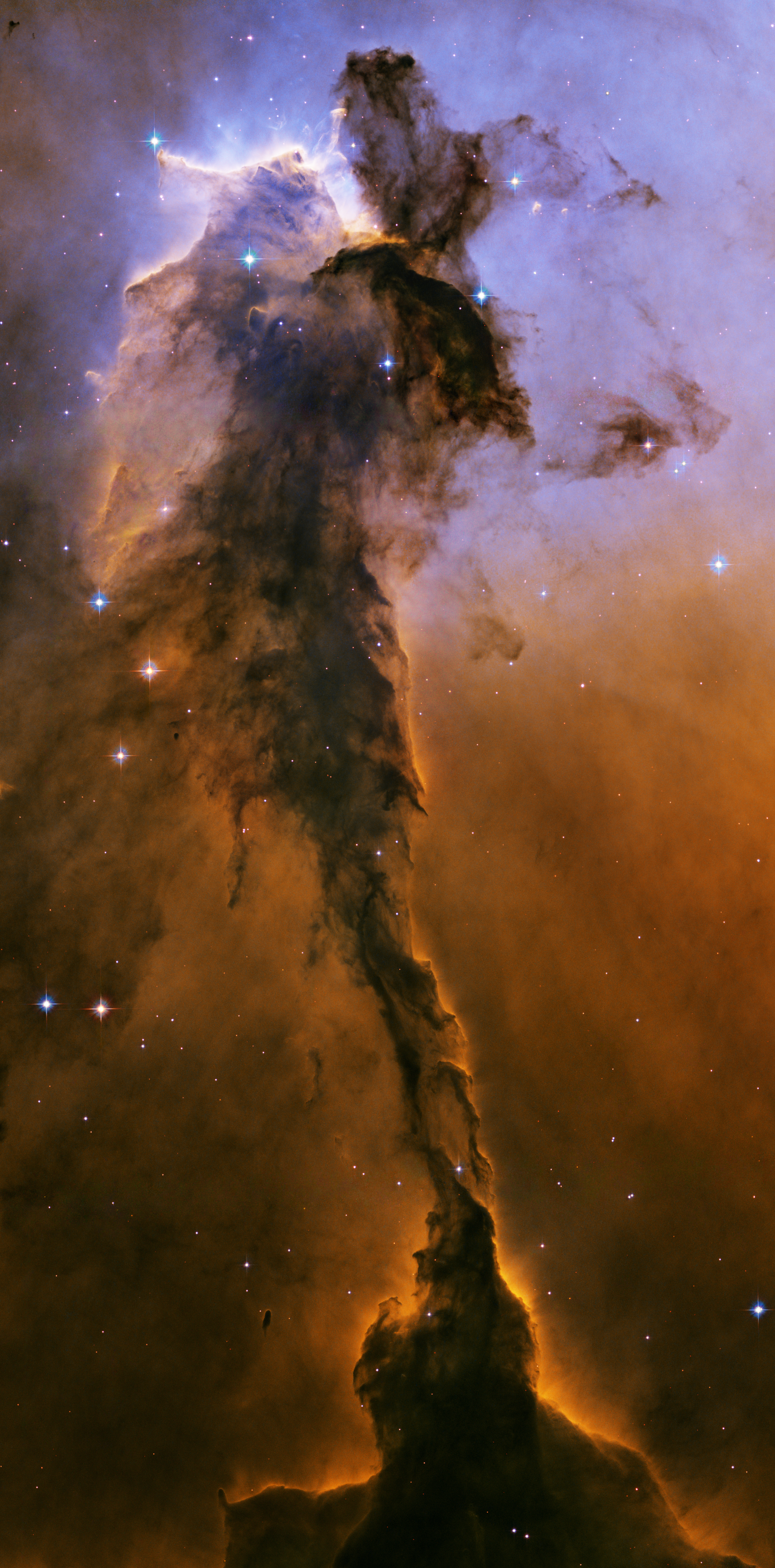
Hubble-Aufnahme von 2006 eines Teilbereichs des Nebels
Aufnahme der Säulen des Adlernebels mithilfe des James-Webb-Weltraumteleskops